# Midt i en drøm eller noget der ligner
Midt i en drøm eller noget der ligner er debutalbummet af den danske sanger og sangskriver Hjalmer, der udkom den 8. november 2019 på Capitol Records. Albummet debuterede som nr. 7 på hitlisten, og modtog i juni 2020 guld for 10.000 eksemplarer.

## Spor
| #   | Titel                                          | Sangskriver(e)                                                   | Producer(e)           | Længde |
| --- | ---------------------------------------------- | ---------------------------------------------------------------- | --------------------- | ------ |
| 1.  | "Liv"                                          | Lasse Lyngbo, Mads Møller, Thor Nørgaard, Hjalmer Larsen         | Lyngbo, Pitchshifters | 2:44   |
| 2.  | "August"                                       | Lyngbo, Møller, Nørgaard, H. Larsen                              | Lyngbo, Pitchshifters | 2:54   |
| 3.  | "Skuffer ingen andre"                          | Lyngbo, Møller, Nørgaard, H. Larsen                              | Lyngbo, Pitchshifters | 3:37   |
| 4.  | "Istedgade (uhh)"                              | Medina, Lyngbo, Møller, Nørgaard, H. Larsen, Anders Bo Jespersen | Lyngbo, Pitchshifters | 2:52   |
| 5.  | "Koldt"                                        | Lauritz Emil Christiansen, Oliver Cilwik, H. Larsen              | Christiansen, Cilwik  | 3:07   |
| 6.  | "Godt igen"                                    | Lyngbo, Møller, Nørgaard, H. Larsen                              | Lyngbo, Pitchshifters | 3:37   |
| 7.  | "Interlude (kære måne)" (featuring Lui Larsen) | Lyngbo, Møller, Nørgaard, H. Larsen, Lui Larsen                  | Lyngbo, Pitchshifters | 1:53   |
| 8.  | "Lige nu"                                      | Peter Sommer, Lyngbo, Nørgaard, H. Larsen                        | Pitchshifters         | 2:50   |
| 9.  | "Dig og mig"                                   | Johan Gerup                                                      | Emil Lei              | 3:12   |
| 10. | "Folk som os" (featuring Medina)               | Medina, Møller, Nørgaard, Jespersen                              | Lyngbo, Pitchshifters | 3:18   |
| 11. | "Escapé"                                       | Lyngbo, Nørgaard, H. Larsen                                      | Lyngbo, Pitchshifters | 3:56   |
| 12. | "Kongespil (Tinka og Kongespillet)"            | Lise Cabble, H. Larsen, Lei                                      | Lei                   | 2:51   |

## Hitlister og certificeringer

### Ugentlige hitlister
| Hitliste (2019)        | Højeste placering |
| ---------------------- | ----------------- |
| Danmark (Album Top-40) | 7                 |

### Certificeringer
| Land (Organisation) | Certificering |
| ------------------- | ------------- |
| Danmark (IFPI)      | Guld          |